# Samson (navire)
Pour les articles homonymes, voir Samson (homonymie).
Le Samson est un phoquier norvégien qui s'est peut-être trouvé à proximité du Titanic lors de son naufrage le 15 avril 1912. Construit en 1885, ce navire a longtemps servi dans les bancs de Terre-Neuve. Par la suite, à la fin des années 1920, le Samson est vendu à l'explorateur Richard Byrd qui l'utilise pour sa première expédition en Antarctique en 1928 - 1929. Finalement, le 30 décembre 1952, le navire s'échoue alors qu'il est remorqué vers Halifax. L'incendie qui se déclenche alors a raison de lui.
C'est cependant après sa fin que le Samson devient célèbre. Dans les années 1960, un marin raconte en effet qu'il était à bord de son navire près du lieu du naufrage du Titanic la nuit où le paquebot a coulé. La chose est d'autant plus importante qu'un débat existe sur l'identité d'un navire qui se serait trouvé près du lieu du naufrage et n'aurait pas agi, et que ce débat oppose depuis 1912 différentes opinions concernant un capitaine, Stanley Lord, pour savoir si son navire, le Californian est bien celui observé par certains marins du Titanic.
Cependant, certains contredisent ce témoignage. En effet, d'autres documents disent que le Samson a quitté l'Islande trop tard pour s'être trouvé sur les lieux du naufrage ce jour-là. De fait, la polémique continue d'exister.

## Histoire

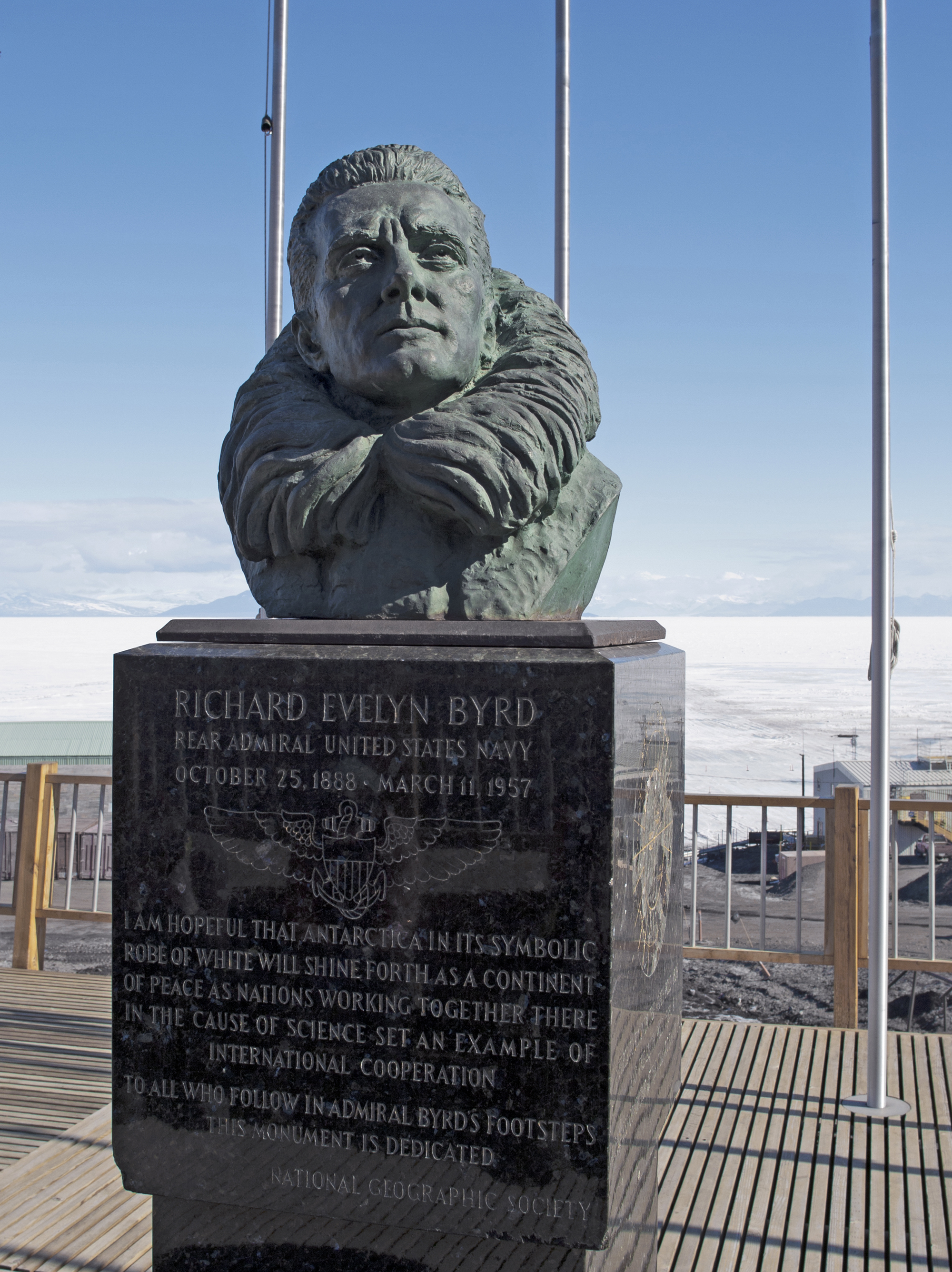
L'explorateur Richard Byrd a utilisé le Samson pour explorer l'Antarctique.

Le Samson est construit en 1885. Ce navire possède trois mâts et un moteur auxiliaire ainsi qu'une cheminée. Sa longueur est de 45 mètres et son tonnage de 520 tonneaux. C'est avec le Pollux un précurseur en matière de navire de pêche au phoque. Son port d'attache en trouve alors en Norvège
Dans les années 1920, le navire est revendu à l'explorateur Richard Byrd qui le renomme City of New York et l'utilise pour une expédition dans l'Antarctique en 1928 - 1929. Le navire retrouve ensuite son nom d'origine et connaît divers usages, notamment comme cargo.
Le Samson s'échoue le 30 décembre 1952 et prend feu, ce qui provoque sa perte. C'est en 1962 qu'un membre d'équipage, le premier officier Henrik Naess donne une interview à la BBC au sujet de la nuit du 14 au 15 avril 1912, nuit du naufrage du Titanic. Selon lui, le Samson était dans les environs et a assisté au naufrage. Cependant, n'étant pourvu de la radio, son équipage n'a été mis au courant du drame que des jours plus tard, lors d'une escale en Islande.

## Controverse duTitanic

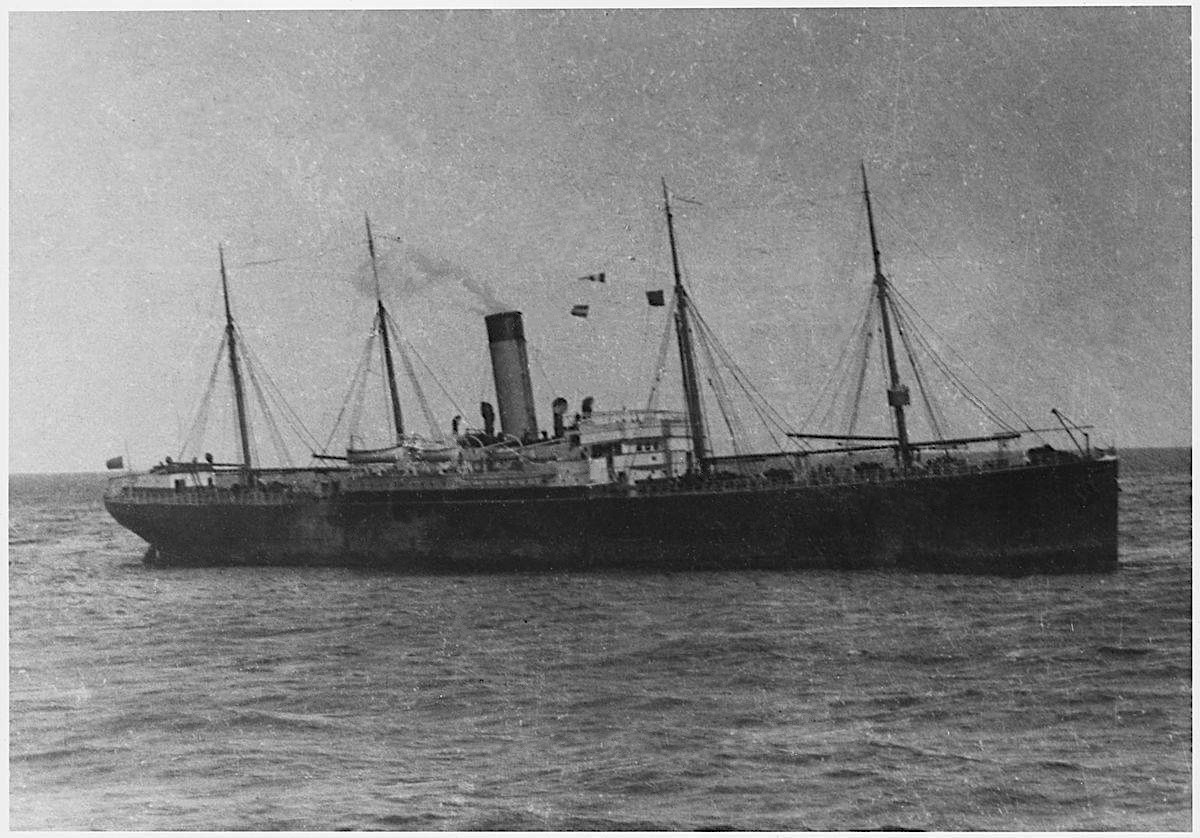
Le navire observé par le Titanic était-il le Samson ou le Californian ? La question reste posée.

Une polémique entoure depuis 1912 le naufrage du Titanic. En effet, des passagers ont déclaré avoir aperçu les feux d'un navire, identifié par les commissions d'enquête comme étant le Californian, sous le commandement du capitaine Stanley Lord. Or, l'équipage de ce cargo-mixte alors piégé par les glaces a également aperçu un navire, mais les avis divergent. Pour le capitaine, il s'agissait d'un petit cargo. Pour d'autres comme le second chauffeur Ernest Gill, c'était un paquebot. De plus, si le Californian aperçoit les fusées lancées par le Titanic, ce dernier ne voit pas les signaux qu'il lui envoie par lampe morse. La radio du cargo étant éteinte, son équipage n'apprend la nouvelle que le lendemain.
Une controverse éclate pour savoir si le navire observé par le Titanic était bien le Californian et si Lord est, de fait, coupable de ne pas avoir prêté assistance au paquebot naufragé. Pour les enquêteurs, Lord est coupable et nul ne cherche à en savoir plus sur le troisième navire qu'il dit avoir vu.
Le récit de Naess offre donc une explication potentielle au mystère. Il dit de plus avoir pensé que les fusées étaient tirées par des garde-côtes qui auraient pris le Samson en train de pêcher dans des eaux territoriales. Cependant, le témoignage de l'officier présente plusieurs incohérences. Il est tout d'abord peu probable que l'équipage du Samson ait pu se croire en eaux territoriales à un endroit où la côte est encore très éloignée. De plus, des registres indiquent la présence du Samson en Islande le 6 et le 20 avril. Compte tenu de sa puissance, il est alors impossible qu'il se soit rendu sur les lieux du naufrage à temps. L'hypothèse du Samson est donc sérieusement compromise.
Cependant, quel qu'ait été le navire observé en 1912 par le Titanic, le capitaine a en partie été réhabilité car son navire n'aurait pas pu atteindre le paquebot à temps. Stanley Lord fut cependant licencié par la Leyland Line pour ne pas avoir réveillé son opérateur radio afin d'en savoir plus.